# Septoria hederae
Septoria hederae är en svampart som beskrevs av Desm. 1843. Septoria hederae ingår i släktet Septoria och familjen Mycosphaerellaceae.   Inga underarter finns listade i Catalogue of Life.